# Inertial Upper Stage

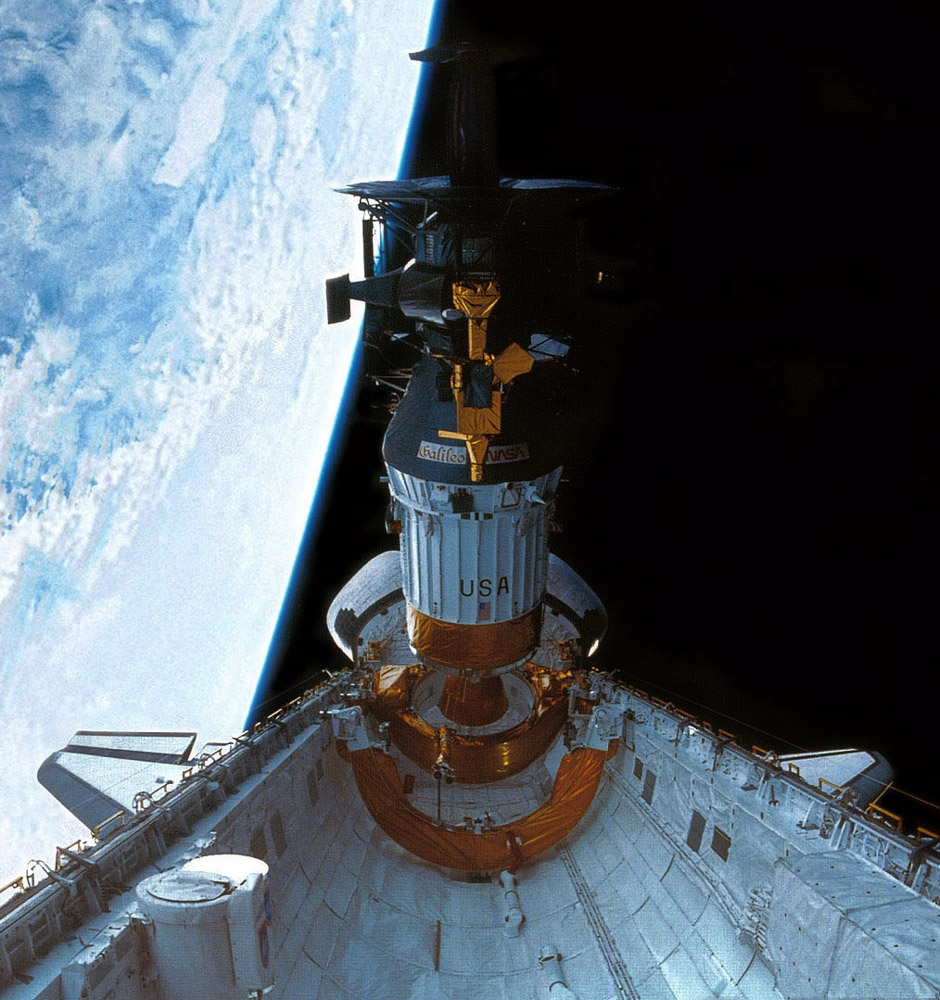
La sonda Galileo viene rilasciata dalla stiva dello Space Shuttle grazie all'Inertial Upper Stage

L'Inertial Upper Stage (IUS), è un razzo a due stadi a propellente solido sviluppato dalla US Air Force per il lancio di grandi carichi utili che avvengono sia da un Titan III (successivamente Titan IV) o dalla stiva dello Space Shuttle.